# Paulina Pająk
Paulina Pająk (ur. 13 czerwca 1992 w Brzesku) – polska siatkarka grająca na pozycji atakującej, wychowanka MKS GRYF Brzesko. W sezonie 2011/2012 została wypożyczona z plusligowego zespołu Stal Mielec S.A. do grającej w II lidze kobiet KS Patria Sędziszów Młp. Obecnie jest zawodniczką mieleckiej Stali.

## Kluby
- - 2010 MKS GRYF Brzesko
- 2010 - 2012 KPSK Stal Mielec
  - 2011 - 2012 KS Patria Sędziszów Młp.
- 2012 - 2013 Stal Mielec S.A.